# منتخب إستونيا تحت 19 سنة لكرة القدم
منتخب إستونيا تحت 19 سنة لكرة القدم (بالإستونية: Eesti U-19 jalgpallikoondis)‏ هو ممثل إستونيا الرسمي في المنافسات الدولية في كرة القدم في فئة كرة قدم للرجال تحت 19 سنة، يديريه اتحاد إستونيا لكرة القدم.